# District de Huaiyin (Huai'an)
Pour les articles homonymes, voir Huaiyin.
Le district de Huaiyin (淮阴区 ; pinyin : Huáiyīn Qū) est une subdivision administrative de la province du Jiangsu en Chine. Il est placé sous la juridiction de la ville-préfecture de Huai'an.